# Le Pont-de-Claix
Pont-de-Claix redirige ici.
Ne doit pas être confondu avec le pont Lesdiguières (ancien pont de Claix) voisin.
Le Pont-de-Claix (nommée également Pont-de-Claix non officiellement) est une commune française située dans le département de l'Isère, en région Auvergne-Rhône-Alpes.
Ses habitants sont les Pontois.

## Géographie

### Situation et description
Le Pont-de-Claix est une ville du sud-est de la France et se trouve dans l'agglomération grenobloise, au carrefour des routes du sud.  Elle se présente sous la forme d'un ensemble architectural assez hétéroclite, composé essentiellement de villas de taille modeste ainsi que de nombreuses barres d'immeubles à la dimension et à la hauteur plus ou moins variées.

### Communes limitrophes
| Seyssins (quadripoint) | Échirolles                | Échirolles  |
| Claix                  | du Pont-de-Claix          | Champagnier |
| Claix                  | Varces-Allières-et-Risset | Champagnier |

### Hydrographie
Le Drac, principal affluent de l'Isère sur sa rive droite, longe la partie orientale de la commune sur toute la longueur du territoire. Cette rivière, parfois qualifiée de torrent, naît dans le Champsaur, dans le département des Hautes-Alpes à un peu plus de 2 000 mètres d'altitude et finit par se jeter dans l'Isère, à la limite nord du territoire de la commune.

### Climat
Pour des articles plus généraux, voir Climat d'Auvergne-Rhône-Alpes et Climat de l'Isère.
En 2010, le climat de la commune est de type climat des marges montargnardes, selon une étude du Centre national de la recherche scientifique s'appuyant sur une série de données couvrant la période 1971-2000. En 2020, Météo-France publie une typologie des climats de la France métropolitaine dans laquelle la commune est exposée à un climat de montagne ou de marges de montagne et est dans la région climatique  Alpes du nord, caractérisée par une pluviométrie annuelle de 1 200 à 1 500 mm, irrégulièrement répartie en été. 
Pour la période 1971-2000, la température annuelle moyenne est de 11,5 °C, avec une amplitude thermique annuelle de 19,1 °C. Le cumul annuel moyen de précipitations est de 1 090 mm, avec 9,1 jours de précipitations en janvier et 6,2 jours en juillet. Pour la période 1991-2020, la température moyenne annuelle observée sur la station météorologique de Météo-France la plus proche, « Villard-de-Lans », sur la commune de Villard-de-Lans à 13 km à vol d'oiseau, est de 8,0 °C et le cumul annuel moyen de précipitations est de 1 270,0 mm,. Pour l'avenir, les paramètres climatiques de la commune estimés pour 2050 selon différents scénarios d'émission de gaz à effet de serre sont consultables sur un site dédié publié par Météo-France en novembre 2022.

### Voies de communication et transports
La commune est desservie par l'autoroute A480
- 7 : Pont-de-Claix, Échirolles

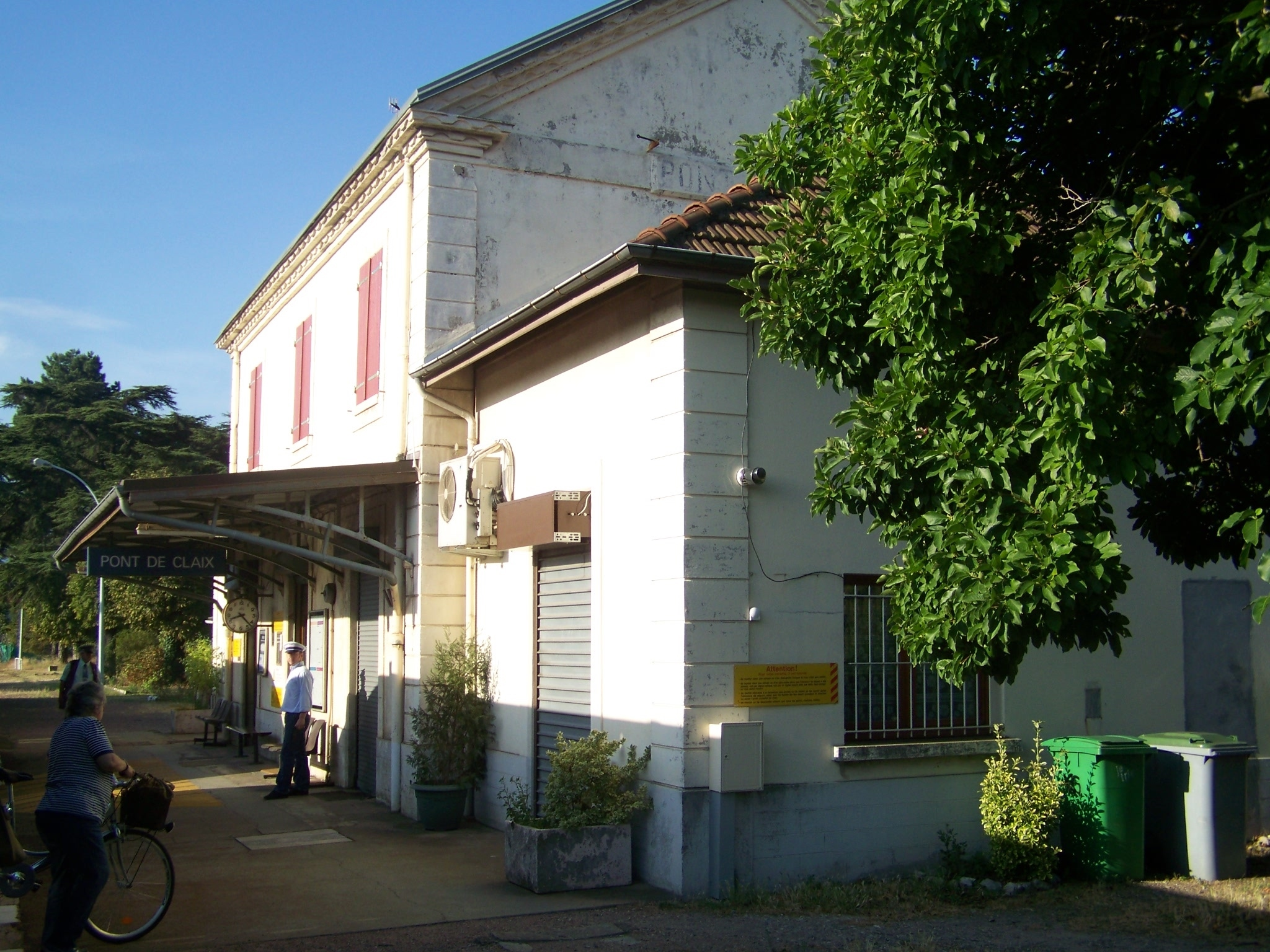
La gare du Pont-de-Claix.

Depuis Grenoble, la voie dénommée Cours Saint-André qui part de La Bastille (Cours Jean Jaurès et Cours de la Libération-et-du-Général-de-Gaulle) et conduit au Pont-de-Claix sur 8 km de ligne droite est réputée être l'une des plus longues d'Europe.
La Ligne A du tramway qui part de Fontaine (agglomération grenobloise) atteint son terminus à Pont-de-Claix L'Étoile depuis le 21 décembre 2019. La Ligne E du tramway devrait relier la commune à l’horizon 2032-2035.
La ligne de Bus Semitag C2 dessert l'axe principal qui traverse la ville, la ligne no 16 y a son terminus (Gendarmerie). Les lignes TransIsère 4100 et 4110 ainsi que l'express Voreppe-Vizille y ont des points d'arrêt.
Le train TER Grenoble ↔ Veynes - Dévoluy / Gap s'arrête à la Gare de Pont-de-Claix l'Étoile : pour faire le trajet de Grenoble à Pont-de-Claix et inversement, le ticket de bus de la Semitag est valable.

## Urbanisme

### Typologie
Au 1er janvier 2024, Le Pont-de-Claix est catégorisée grand centre urbain, selon la nouvelle grille communale de densité à sept niveaux définie par l'Insee en 2022.
Elle appartient à l'unité urbaine de Grenoble, une agglomération intra-départementale regroupant 38  communes, dont elle est une commune de la banlieue,,. Par ailleurs la commune fait partie de l'aire d'attraction de Grenoble, dont elle est une commune du pôle principal,. Cette aire, qui regroupe 204 communes, est catégorisée dans les aires de 700 000 habitants ou plus (hors Paris),.

### Occupation des sols
L'occupation des sols de la commune, telle qu'elle ressort de la base de données européenne d’occupation biophysique des sols Corine Land Cover (CLC), est marquée par l'importance des territoires artificialisés (75,4 % en 2018), en augmentation par rapport à 1990 (69,4 %). La répartition détaillée en 2018 est la suivante : 
zones industrielles ou commerciales et réseaux de communication (50,6 %), zones urbanisées (24,8 %), forêts (10,7 %), eaux continentales (9,1 %), milieux à végétation arbustive et/ou herbacée (4,9 %). L'évolution de l’occupation des sols de la commune et de ses infrastructures peut être observée sur les différentes représentations cartographiques du territoire : la carte de Cassini (XVIIIe siècle), la carte d'état-major (1820-1866) et les cartes ou photos aériennes de l'IGN pour la période actuelle (1950 à aujourd'hui).

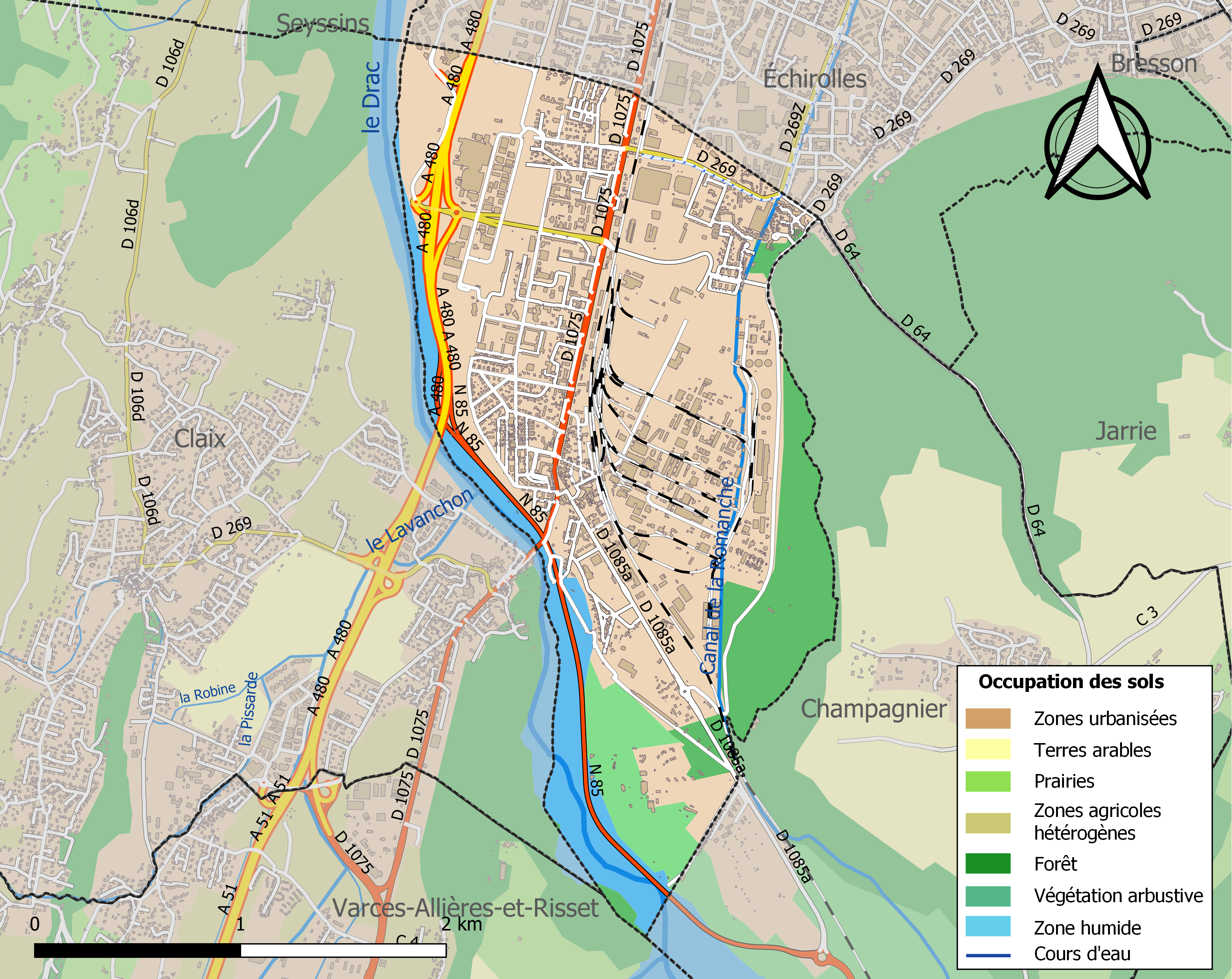
Carte des infrastructures et de l'occupation des sols de la commune en 2018 (CLC).

### Risques naturels et technologiques

#### Risques sismiques
Le territoire du Pont-de-Claix est situé en zone de sismicité n°4 (sur une échelle de 1 à 5), comme l'ensemble des territoires des communes de l'agglomération grenobloise.
| Type de zone | Niveau            | Définitions (bâtiment à risque normal) |
| ------------ | ----------------- | -------------------------------------- |
| Zone 4       | Sismicité moyenne | accélération = 1,6 m/s2                |

#### Autres risques naturels
Le Pont-de-Claix est une des trente-sept communes du département de l'Isère classée pour le risque incendie de forêt.

## Histoire

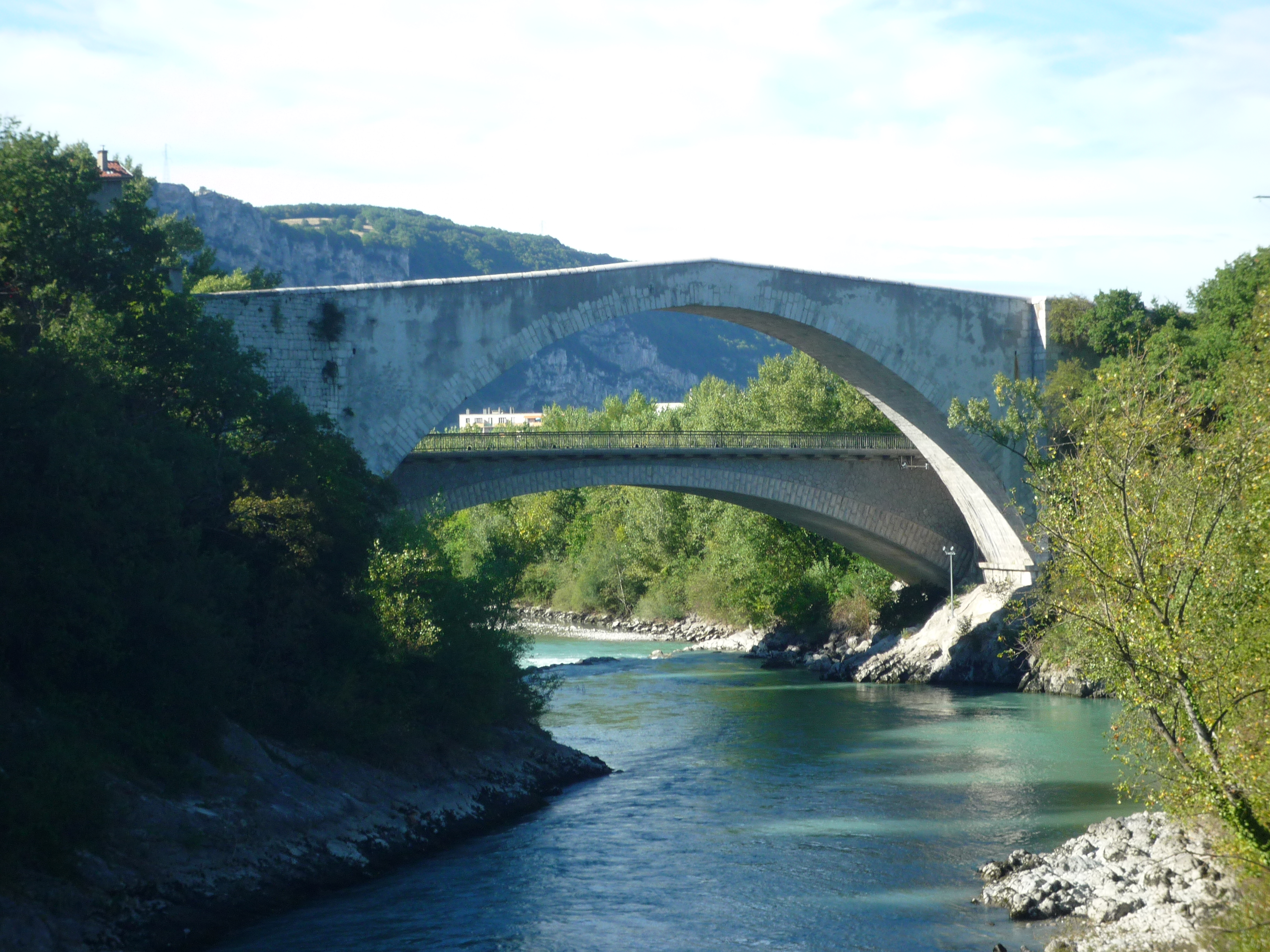
Le Pont de Claix

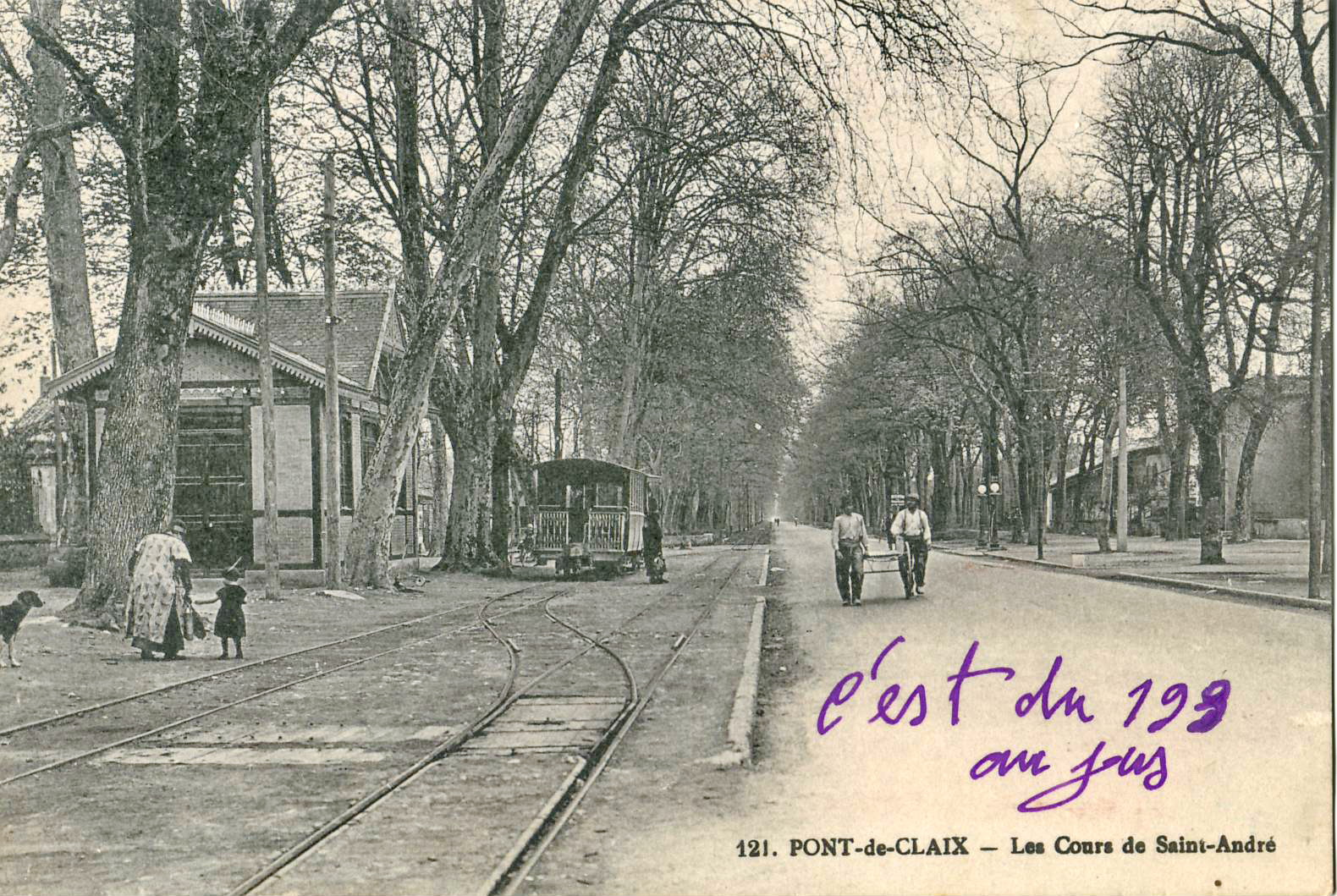
Station de tramway dans l'Entre-deux-guerres

### Préhistoire
Une épée du Bronze moyen (XIVe siècle av. J.-C.) a été retrouvée sur le sol de la commune au lieu-dit du Saut du moine. Elle est conservée au musée de Gap.

### LeXVIesiècle
Après plusieurs échecs, François de Bonne (le futur Duc de Lesdiguières) s'empare finalement de Grenoble en décembre 1590. Il va alors initier plusieurs travaux de modernisation de la région grenobloise. Parmi eux, la construction entre 1608 et 1611 sur le Drac du Pont de Claix ou Pont Lesdiguières.
Ce petit bijou d’architecture répond directement à la demande des maraîchers des plaines fertiles de Claix qui avaient besoin à l’époque de traverser le Drac pour aller vendre leurs produits à Grenoble.

### LeXIXesiècle
En 1871, Le Pont-de-Claix devient commune indépendante.
Plus de deux siècles après la construction du Pont Lesdiguières, un nouveau pont plus large et surtout moins raide est construit en aval du Vieux Pont Lesdiguières.
Dans le même temps, l'industriel papetier qui a installé son usine aux abords du Drac obtient un petit hameau à proximité du Pont. Le hameau en question, qui voit le nombre de ses habitants grossir avec l'arrivée des ouvriers papetiers, deviendra Pont de Claix par une loi du 25 juin 1873, promulguée au journal officiel le 2 juillet suivant.

### LeXXesiècle

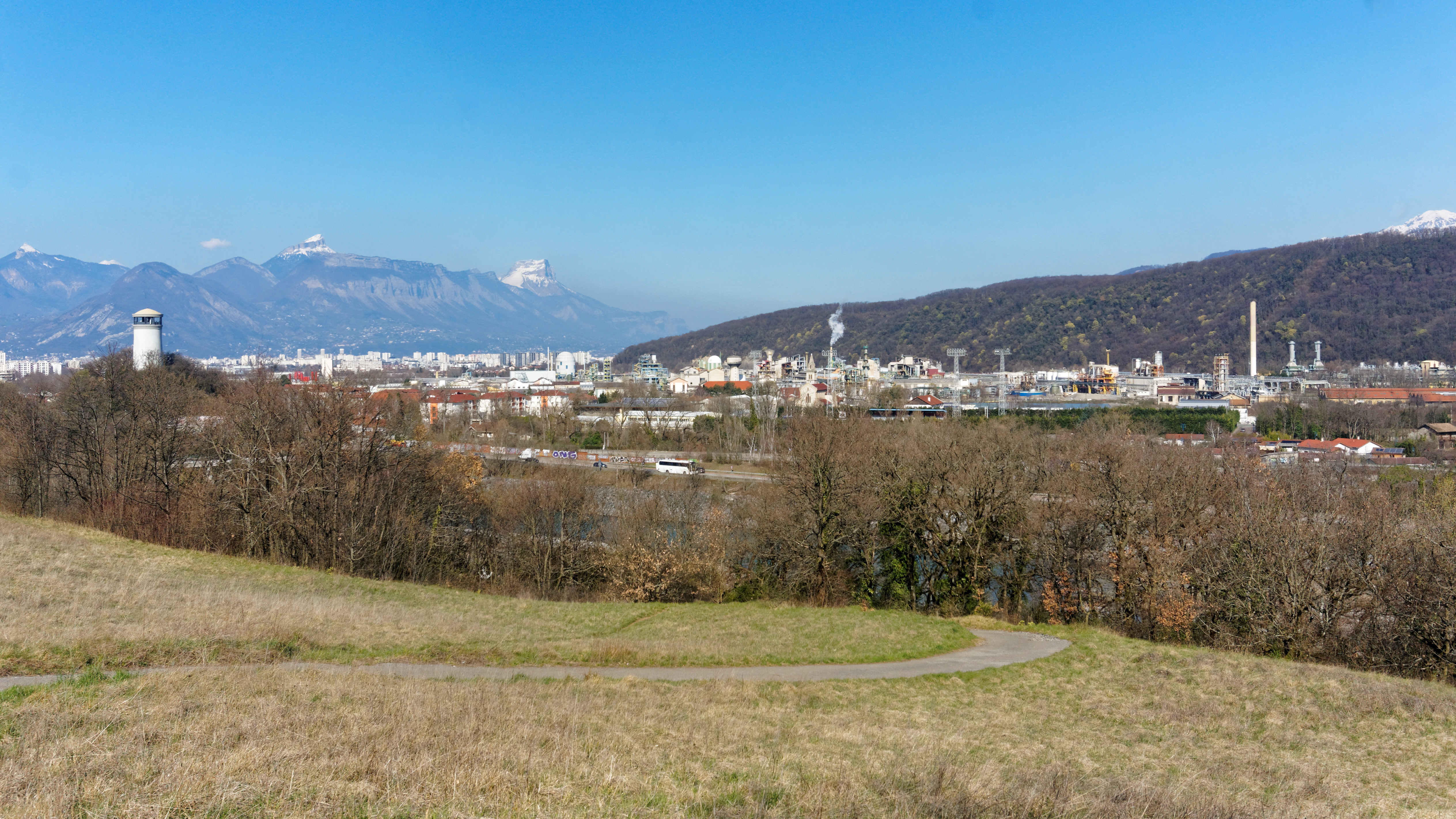
Plate-forme chimique de Pont-de-Claix

Trois ans plus tard, la gare est mise en service afin de desservir la ligne des Alpes. Il faudra attendre 1911 pour qu’une mairie soit édifiée à l'extrémité du cours Saint-André, à la cote 246 mètres.
Sous l’impulsion de la Première Guerre mondiale, une usine de chlore destiné à la fabrication de gaz de combat est construite à Pont-de-Claix. Par la suite, le site deviendra la plate-forme chimique du Pont-de-Claix, abritant notamment l’entité Rhône-Poulenc, du nom du groupe chimique et pharmaceutique français créé en 1928. La plate-forme chimique du Pont-de-Claix compte en 2018 près de 700 salariés dont 450 employés par la société Vencorex, les autres se répartissent entre les sociétés Extracthive, Seqens, Solvay, Air Liquide et Suez,.
Les premières HLM sont construites en 1953, notamment avec les quartiers Olympiades et Îles de Mars, aujourd'hui classés prioritaires avec près de 2 000 habitants. En 1954, la ville compte 3 500 habitants, trois fois plus qu'au début du siècle. La population atteint son pic lors du recensement établi en 1975 avec 12 746 habitants.

### LeXXIesiècle
Le 10 septembre 2024, l'usine Vencorex, qui emploie plus de 450 personnes, est mise en redressement judiciaire. En 2025, alors que les salariés proposaient de reprendre l'usine de Vencorex et garder un effectif de 300 personnes, l'offre est rejetée par le tribunal, qui estime que le plan de financement n'est pas abouti. Les actifs sont repris partiellement par un concurrent asiatique de Vencorex, Wanhua, qui gardera une cinquantaine de salariés sur les 300 encore présents. Le sel fabriqué dans l'usine est indispensable aux filières nucléaires et spatiales, donc un enjeu de souveraineté. Par ailleurs, le maire de Pont-de-Claix est inquiet concernant le site : « Cela pourrait devenir une friche industrielle de 120 hectares, parmi les plus importantes et polluées de France. »

## Héraldique
| Blason de Pont-de-Claix | Blason  | D'azur au pont courbe d'une arche d'or posé sur un pont droit d'une arche du même, sur une rivière d'argent mouvant de la pointe, lesdits ponts brochant sur trois éclairs aussi d'argent en bande, en pal et en barre, pointant sur la surface de la rivière et, en chef, sur trois tourteaux de gueules cerclés, chacun, d'un engrenage aussi d'or, mal ordonnés. |
| Blason de Pont-de-Claix | Détails | Armes parlantes. Le statut officiel du blason reste à déterminer. |

## Politique et administration

### Liste des maires
| Période | Période                     | Identité                | Étiquette           | Qualité                                                                    |
| ------- | --------------------------- | ----------------------- | ------------------- | -------------------------------------------------------------------------- |
| 1873    | 1878                        | Paul Breton             |                     | 1er maire de la commune, Papetier à Claix                                  |
| 1878    | 1884                        | Antoine Girard          |                     |                                                                            |
| 1884    | 1886                        | Camille Breton          |                     |                                                                            |
| 1886    | 1891                        | Regis Farconnet         |                     |                                                                            |
| 1891    | 1897                        | Germain David           |                     |                                                                            |
| 1897    | 1899                        | Charles Carron          |                     |                                                                            |
| 1899    | 1900                        | Maurice Gatel           |                     |                                                                            |
| 1900    | 1911                        | Joseph Gatel            |                     |                                                                            |
| 1911    | 1912                        | Léon Magnat Simon       |                     |                                                                            |
| 1912    | 1919                        | Henri Sombardier        |                     |                                                                            |
| 1919    | 1920                        | Pierre Girard           |                     |                                                                            |
| 1920    | 1920                        | Désiré Brun             |                     |                                                                            |
| 1920    | 1925                        | Pierre Sombardier       |                     |                                                                            |
| 1925    | 1929                        | Auguste Marion          |                     |                                                                            |
| 1929    | 1930                        | Louis Buchs             |                     |                                                                            |
| 1930    | 1935                        | Auguste Borel           |                     |                                                                            |
| 1935    | 1941                        | Charles Raffin Caboisse |                     | Révoqué par le gouvernement de Vichy                                       |
| 1941    | 1944                        | Dr Gilbert Rolland      |                     | Nommé par arrêté préfectoral                                               |
| 1944    | 1946                        | Charles Raffin Caboisse |                     | Réintégré par le Comité Local de la libération                             |
| 1946    | 1947                        | Ferdinand Chapuy        |                     |                                                                            |
| 1947    | 1951                        | Charles Raffin Caboisse |                     |                                                                            |
| 1951    | 1973                        | Joseph Thevier          | SFIO puis PS        | Conseiller général du Canton de Vif (1965-1973)                            |
| 1973    | 1977                        | Pierre Chastan          |                     |                                                                            |
| 1977    | 1999                        | Michel Couëtoux         | PCF                 | Professeur Conseiller général du Canton de Vif (1973-1989)                 |
| 1999    | 2008                        | Michel Blonde           | PCF                 |                                                                            |
| 2008    | En cours (au 16 avril 2025) | Christophe Ferrari      | PS puis DVG puis PP | Professeur des universités Président de Grenoble-Alpes Métropole (2014 → ) |

### Instances judiciaires et administratives
La commune de Pont-de-Claix dépend du tribunal de grande instance de Grenoble.
Deux brigades de gendarmerie sont présentes sur son territoire :
- la brigade motorisée s'occupant de la sécurité routière de l'agglomération de Grenoble
- La brigade territoriale composée de dizaines de militaires s'occupant des villes de Pont-de-Claix et Claix ainsi que de la maison d'arrêt de Varces

### Jumelages
La commune du Pont-de-Claix est jumelée avec :
- Winsen (Luhe) (Allemagne) depuis 1974[31]

## Population et société

### Démographie
L'évolution du nombre d'habitants est connue à travers les recensements de la population effectués dans la commune depuis 1876. Pour les communes de plus de 10 000 habitants les recensements ont lieu chaque année à la suite d'une enquête par sondage auprès d'un échantillon d'adresses représentant 8 % de leurs logements, contrairement aux autres communes qui ont un recensement réel tous les cinq ans,.

En 2022, la commune comptait 10 846 habitants, en évolution de +1,38 % par rapport à 2016 (Isère : +3,07 %, France hors Mayotte : +2,11 %).
| 1876  | 1881  | 1886  | 1891 | 1896 | 1901 | 1906  | 1911  | 1921  |
| ----- | ----- | ----- | ---- | ---- | ---- | ----- | ----- | ----- |
| 1 032 | 1 141 | 1 130 | 979  | 903  | 936  | 1 105 | 1 021 | 1 558 |

| 1926  | 1931  | 1936  | 1946  | 1954  | 1962  | 1968  | 1975   | 1982   |
| ----- | ----- | ----- | ----- | ----- | ----- | ----- | ------ | ------ |
| 1 765 | 2 556 | 2 440 | 2 550 | 3 468 | 4 914 | 9 790 | 12 746 | 11 787 |

| 1990   | 1999   | 2006   | 2011   | 2016   | 2021   | 2022   | - | - |
| ------ | ------ | ------ | ------ | ------ | ------ | ------ | - | - |
| 11 871 | 11 612 | 11 573 | 11 152 | 10 698 | 10 805 | 10 846 | - | - |

### Enseignement
Le Pont-de-Claix est située dans l'académie de Grenoble.
La ville administre 7 écoles maternelles et 4 écoles élémentaires communales.
Le département gère 1 collège (un des deux collèges de Pont-de-Claix a été fermé en septembre 2013).

### Médias

#### Presse écrite
Le site web de la ville peut être consulté pour son agenda « au jour le jour », son annuaire express ou ses différentes informations sur la vie municipale. www.ville-pontdeclaix.fr ; pour suivre au plus près l'activité du maire et des élus, on peut participer au réseau social. On peut également y trouver en téléchargement toutes les publications de la ville dont le magazine municipal d'information Sur le Pont qui parait toutes les huit semaines.
Historiquement, le quotidien régional Le Dauphiné libéré consacre, chaque jour, y compris le dimanche, dans son édition de Grenoble-Isère Sud, un ou plusieurs articles à l'actualité de la ville ainsi que des informations sur les éventuelles manifestations locales.
Il existe également Les Affiches de Grenoble et du Dauphiné le journal d'annonces légales diffusé de façon hebdomadaire dans le département de l'Isère et dont le siège est situé à Grenoble, ainsi que Le Postillon une publication bimestrielle concernant la ville et l'agglomération grenobloise. Indépendant et à tendance critique (présentant également des caricatures). Créé en 1885, puis épisodiquement disparu, sa version moderne, en version papier autant que numérique, date de 2009.

### Cultes
- Église Saint-Étienne, avenue des Maquis-de-l'Oisans (route de Vizille)
- Salle de culte Musulman, quartier des Olympiades

## Économie
La commune fait partie de l'aire géographique de production et transformation du « Bois de Chartreuse », la première AOC de la filière Bois en France,.

### Entreprises et commerces
- La principale industrie de la commune est la chimie avec Rhône Poulenc, ex PROGIL (PROduits GILLet), site industriel classé Seveso. Jusqu'à la fin des années 1960, existait un fabricant d'appareils de radio et télévision : Célard.
- Il existe une activité de recherche en hydraulique avec le Centre d'études et de recherche de Grenoble créé en 2007.
- L'entreprise américaine Medtronic possède sur la commune une usine d'aiguilles chirurgicales[38].
- Usine Vencorex produisant du chlore depuis 1916[39], de la soude, d'hydrogène et des isocyanates[39]. L'entreprise est reprise par le groupe chinois Wanhua en 2025[25],[40].

## Culture locale et patrimoine

### Lieux et monuments

#### Monuments religieux

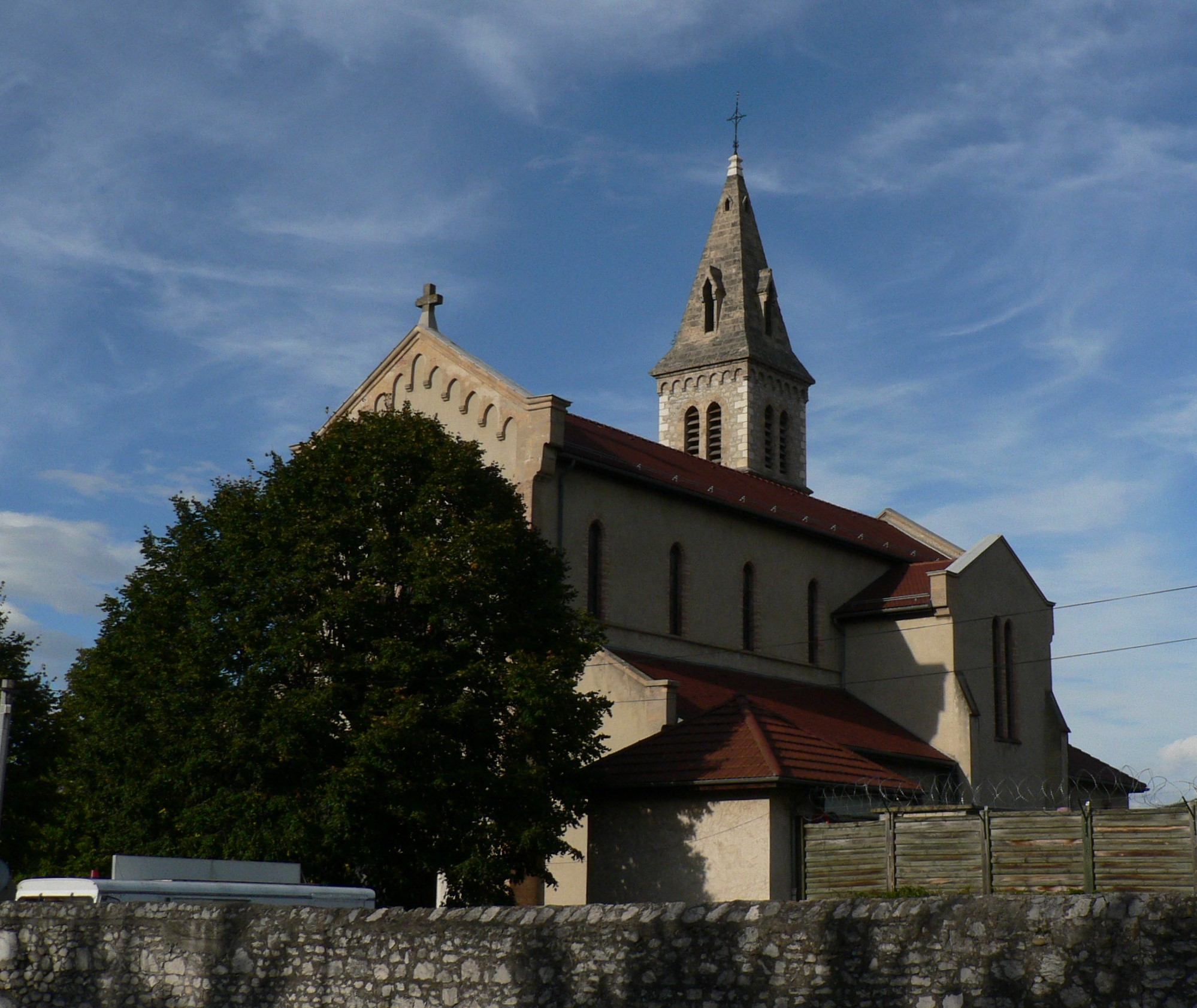
Église Saint-Étienne.

Pour le culte catholique, l'église Saint-Étienne, édifiée au XIXe siècle avant même que la commune existe, a été remplacée dans les années 1960 par l'église de la Résurrection. La religion musulmane se pratique dans une salle de prière. La commune n'accueille ni temple ni synagogue.

#### Monument civil

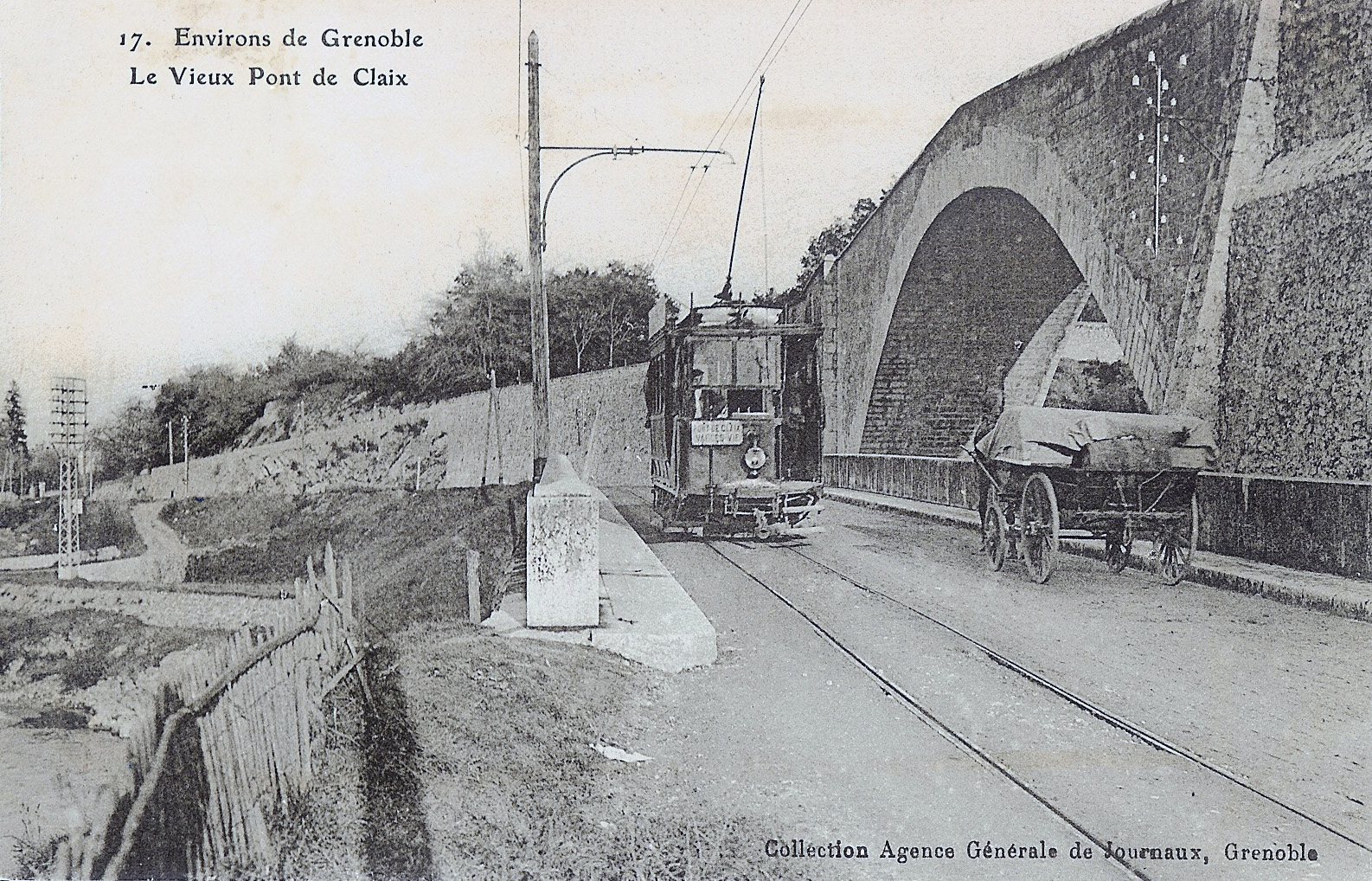
Tramway de la SGTE traversant le pont du Drac au début du XXe siècle.

- pont de Lesdiguières

Le pont de Pont-de-Claix, ou pont de Lesdiguières, est cité parmi les sept merveilles du Dauphiné.
D'allure encore médiévale avec sa chaussée en dos d'âne, son unique arche d'une portée de 46 mètres et de 16 mètres de haut représentait à l'époque une véritable prouesse technique. À l’origine, on pouvait lire gravé dans la roche deux inscriptions latines : UNUS DISTANCIA JUNGO (Unique par ma longueur, je réunis) et ROMANA MOLES PUDORE SUFFUNDO (Je fais rougir de honte les constructions romaines). Il est classé monument historique par arrêté du 27 mai 1898,.
- Château d'eau

Le château d'eau, qui depuis des décennies domine la ville du haut de son promontoire, a été mis en lumière et décoré pour le 13 juillet 2013, quand la ville a fêté son 140e anniversaire.
- maison forte de Marcelline

La maison forte de Marcelline, aujourd'hui transformée en exploitation agricole sur la voie des Collines, est cité dans l'inventaire du 1339.

### Patrimoine culturel

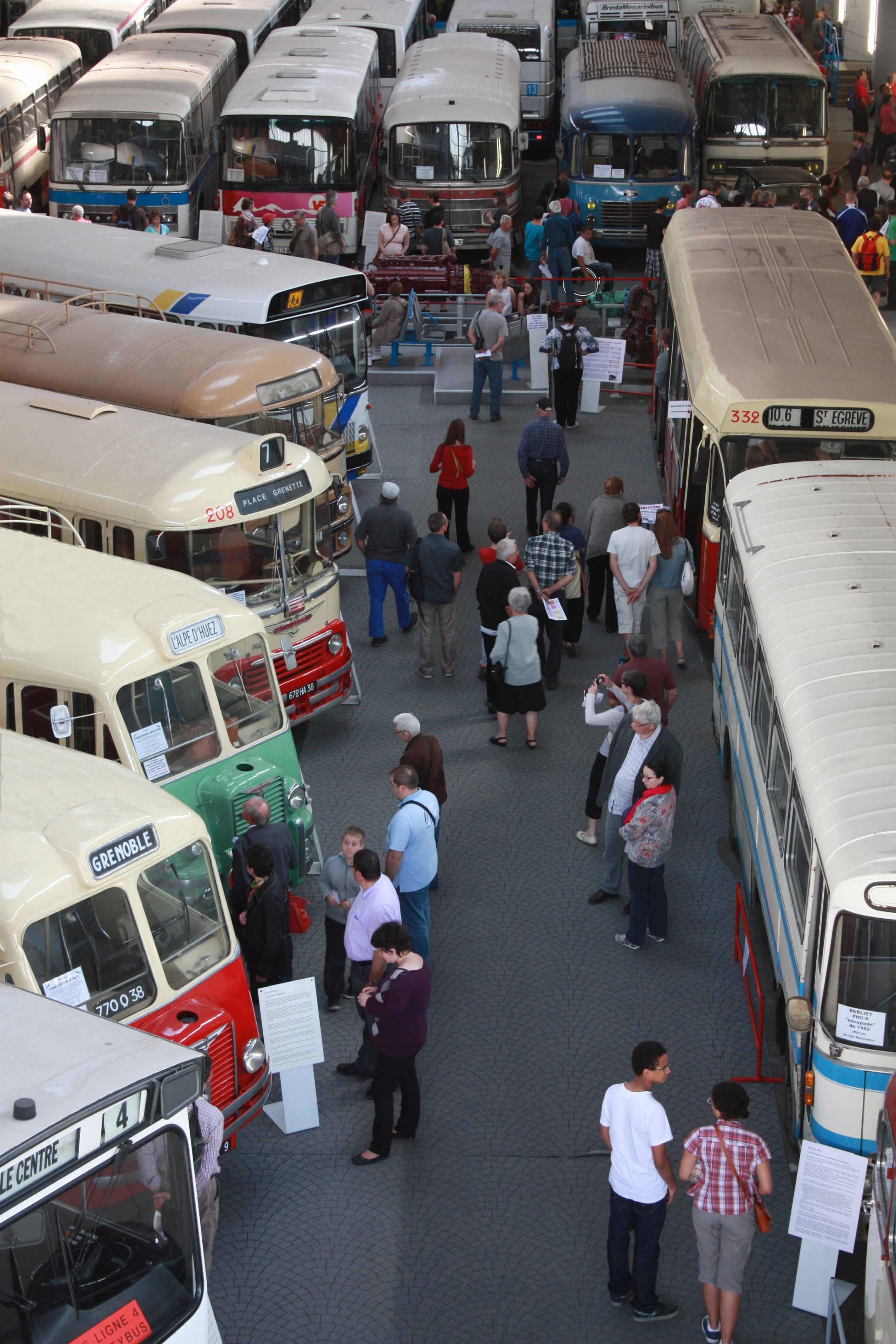
Histobus Dauphinois.

- Place Michel-Couëtoux, l'Amphithéâtre, salle de spectacle de 220 places, fait face à la bibliothèque municipale Aragon inaugurée juste après la mort du poète.
- Espace Histo Bus Dauphinois

#### Les Grands moulins de Villancourt
À la limite avec la commune d'Échirolles, s'élevaient les anciens moulins de Villancourt jusqu'à (environ) 2020[Quand ?].
C'est au tout début des années 1870 que les frères Abel et Louis Dorel, négociants en grains à Grenoble, font construire un moulin pour transformer le blé.
Bâti sur un canal de dérivation de la Romanche, détruit par un incendie en 1871, il est aussitôt reconstruit et agrandi en minoterie industrielle, et devient la base d'une concentration industrielle et commerciale.
L’ancienne minoterie abrite depuis 1982 le conservatoire de musique à vocation intercommunale Jean Wiener et une salle d'exposition. En 2017-2018, la partie encore en friche du site passe sous la responsabilité de Grenoble Alpes Métropole, où est créé, et bâti, un centre de culture scientifique, appelé Cosmocité. Cette infrastructure culturelle est officiellement inaugurée le 30 septembre 2023.

### Le Pont-de-Claix et la littérature
En 2000, paraît aux éditions Albin Michel Jeunesse, un nouvel épisode de la collection « Le Furet enquête » intitulé « Menace sur la ville ». Ce roman écrit par Frank Pavloff raconte l'enquête de Yannick Lerufet, jeune homme nomade, pour démasquer les assassins d'un homme retrouvé mort dans un canal près de Vizille. Son investigation le mènera alors sur la plate-forme chimique du Pont-de-Claix...
‌

### Personnalités liées à la commune

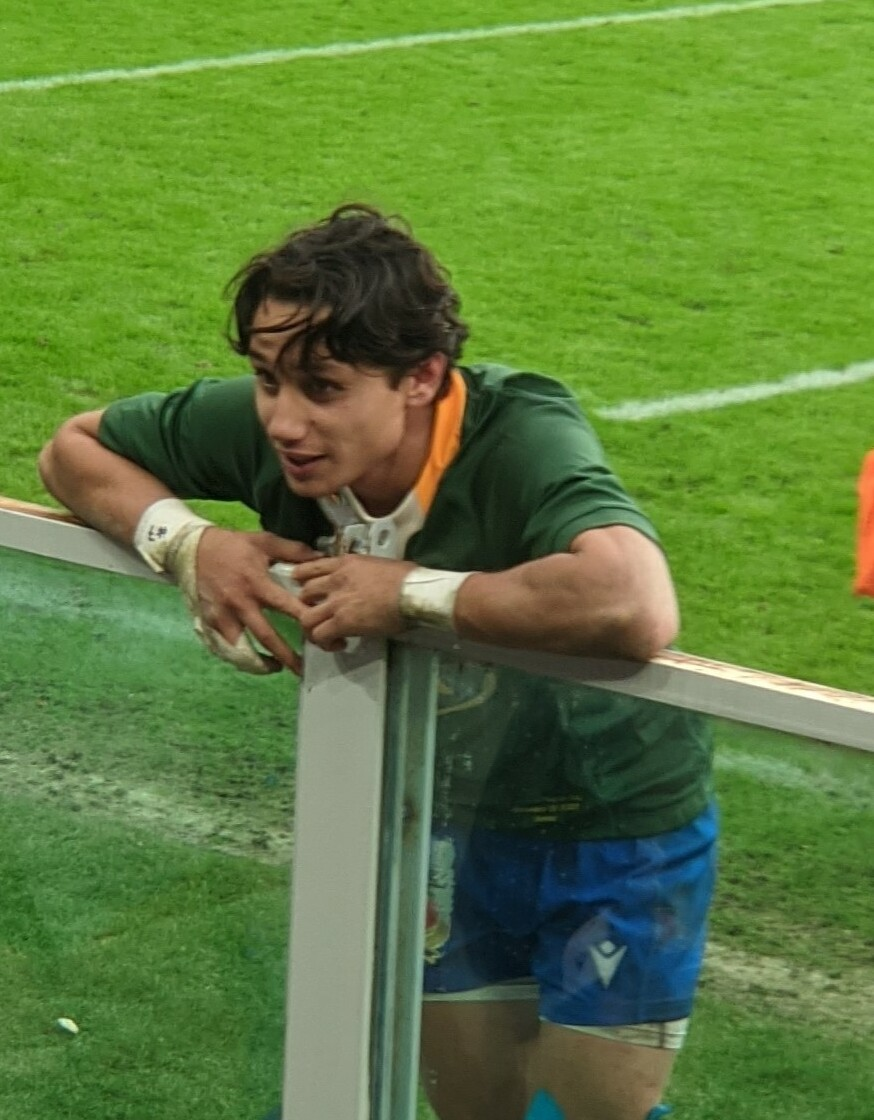
Ange Capuozzo
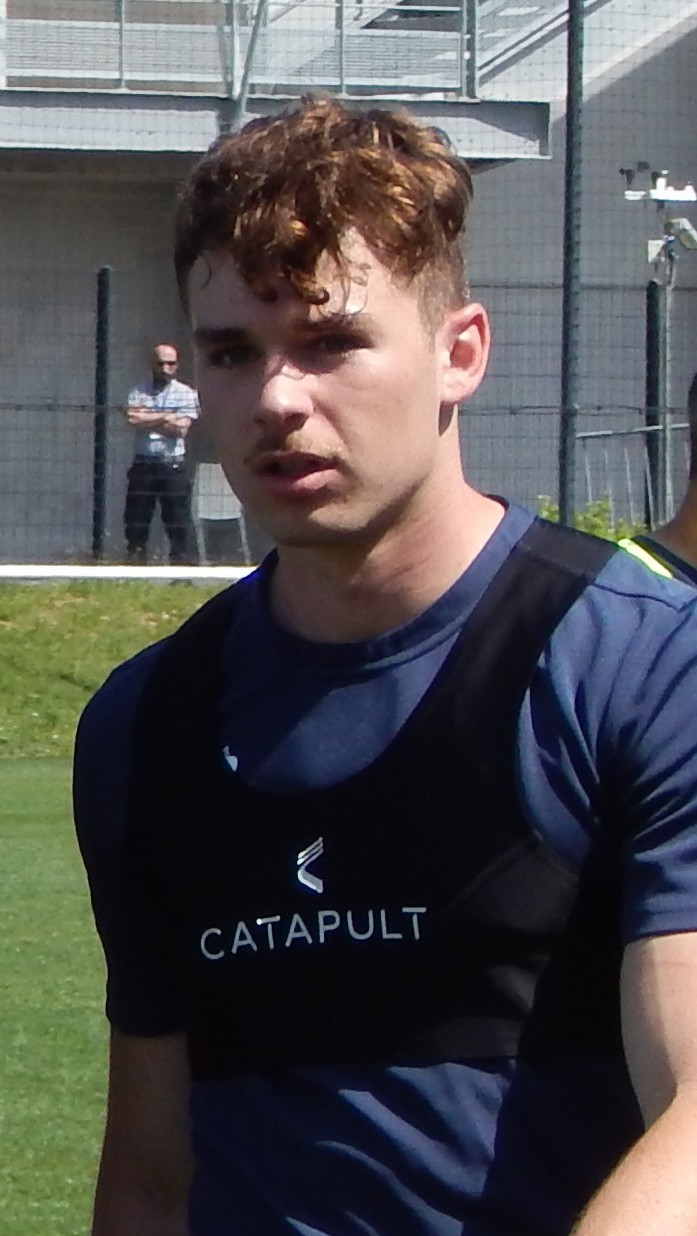
Aubin Eymeri

- Ange Capuozzo (né en 1999), international italien de rugby.
- Aubin Eymeri (né en 2002), rugbyman français, champion de France en 2022.